# Trinta
Trinta ist ein Ort und eine ehemalige Gemeinde (Freguesia) im portugiesischen Kreis Guarda. Die Gemeinde hatte 406 Einwohner (Stand 30. Juni 2011).
Am 29. September 2013 wurden die Gemeinden Trinta und Corujeira zur neuen Gemeinde União das Freguesias de Corujeira e Trinta zusammengeschlossen. Trinta ist Sitz dieser neu gebildeten Gemeinde.